# .500 S&W Magnum
.500 S&W Magnum — охотничий револьверный патрон крупного калибра, созданный под торговой маркой Cor-Bon в сотрудничестве с инженерной группой компании Smith & Wesson для использования в револьвере Smith & Wesson Model 500. В настоящее время это один из самых мощных револьверных и пистолетных патронов, когда-либо созданных.

## Описание
Патрон .500 S&W Magnum был создан американской компанией Smith & Wesson совместно с фирмой Cor-Bon. Патрон был представлен в январе 2003 года вместе со своим новым револьвером Smith & Wesson Model 500.
Патрон разрабатывался для охоты на крупную дичь и для самообороны от самых крупных и опасных животных США (например, медведей гризли). Патрон имеет гильзу цилиндрической формы и снаряжается в основном экспансивными пулями. Масса пуль от 275 гранов (17,8 грамма) до 700 гранов (45,4 грамма). Также может снаряжаться оболочечными (с плоской вершинкой), и пулей hardcast — оболочечная, которая имеет повышенное проникающее и убойное действие, и может использоваться даже для поражения африканских животных при разумной дальности стрельбы.
Энергия пули .500 S&W Magnum может доходить до 4100 Джоулей, что в 2 раза больше, чем у пули 7,62×39 к Автомату Калашникова и .50 Action Express для Desert Eagle. Стрельба этим патроном сопровождается мощной отдачей, вспышкой и звуком, поэтому для его применения у револьверов стоит эффективный дульный тормоз, а вес оружия зачастую превышает 2 кг. При этом патрон .500 Smith & Wesson Magnum довольно быстро получил распространение, а производить его стали многие известные фирмы.

## Достоинства и недостатки
Как и все боеприпасы, патрон  .500 S&W Magnum имеет свои достоинства и недостатки:
| Достоинства | Недостатки                                        |
| --- | ------------------------------------------------- |
| Огромное останавливающее действие тупоносой тяжелой пули, которая превосходит даже .50 Action Express в несколько раз.                         | Высокая дульная вспышка, отдача, переносимость.   |
| Очень высокое убойное действие большой тяжелой пули с большой энергией, которое превосходит большинство винтовочных патронов обычного калибра. | Баллистика тупоносых пуль хуже, чем у оживальных. |
| Высокое пробивное действие, особенно в варианте hardcast.                                                                                      | Громкий звук выстрела.                            |